# Eristalis transcaucasica
Eristalis transcaucasica är en tvåvingeart som beskrevs av Kuznetzov 1994. Eristalis transcaucasica ingår i släktet slamflugor, och familjen blomflugor. Inga underarter finns listade i Catalogue of Life.